# Phyllophaga leonilae
Phyllophaga leonilae är en skalbaggsart som beskrevs av Moron 1995. Phyllophaga leonilae ingår i släktet Phyllophaga och familjen Melolonthidae. Inga underarter finns listade i Catalogue of Life.